# 声 (THE BACK HORNの曲)
「声」（こえ）は、日本のロックバンド・THE BACK HORNの14枚目のシングル。2006年12月20日発売。

## 概要
表題曲は、Jリーグに加盟する栃木SCのとちぎテレビ栃木SC公式応援ソングとなっており、同局が放送している応援番組『TOCHIGI FIGHTING!!SC一枚岩』の2009年度テーマ曲に使用されたほか、試合中継のオープニング曲や試合会場となる栃木県グリーンスタジアムでも流れている。

## 収録曲
全作曲・編曲：THE BACK HORN。
1. 声
作詞:松田晋二
2. 果てしない物語
作詞:山田将司
3. イカロスの空
作詞:菅波栄純
4. 舞姫 (仮) Live at 渋谷C.C.Lemonホール in 2006
作詞:菅波栄純 ※初回盤のみ収録。

## 収録アルバム
- 『THE BACK HORN』（#1）
- 『BEST THE BACK HORN』（#1）
- 『B-SIDE THE BACK HORN』（#2、#3）